# 山脇光治
山脇 光治（やまわき こうじ、1962年10月13日 - ）は、大阪府四條畷市出身の元プロ野球選手（内野手・外野手）。

## 経歴

### プロ入り前
浪商高校では牛島和彦・香川伸行の1年後輩で、2年生だった1979年には、控え選手ながら春夏とも阪神甲子園球場の全国大会に出場した。春の選抜大会では準優勝。夏の選手権全国大会では、比叡山高校との準々決勝に救援投手として甲子園初登板を果たしたが、準決勝で池田高校に敗れた。
3年生だった1980年には、内野手および控え投手として、夏の選手権大阪大会に出場。北陽高校との準決勝に救援で登板したが、チームの勝利には至らなかった。同年秋に、内野手として、ドラフト外扱いで阪神タイガースに入団した。入団当初の背番号は64。

### 阪神選手時代
1983年に、一軍公式戦へデビュー。
1986年には、当時のレギュラー遊撃手・平田勝男の故障で一軍に昇格すると、4月26日の対中日ドラゴンズ戦（甲子園）で一軍公式戦初本塁打を満塁本塁打で記録した。この年以降は、主に三塁・遊撃の守備要員として、1990年代の前半までバイプレーヤーとして活躍。その一方で、背番号を36に変更した1988年には、9月7日のウエスタン・リーグ公式戦（対南海ホークス）で、相手チームの永田利則と首位打者争いをしていたことから、全5打席敬遠を記録している。その結果、打率.3250で、永田に2毛差で敗れて首位打者獲得はならなかった。
1990年には、一軍の公式戦で左翼の守備を経験するとともに、主に2番打者として18試合でスタメンに起用。シーズン全体では、自己最多の88試合に出場するとともに、打率.282、1本塁打、8盗塁という成績を残した。
1991年には、背番号を4に変更するとともに、二塁手としても起用されている。
1992年には、9月11日 - 12日の対ヤクルトスワローズ戦（阪神甲子園球場）で、延長14回裏にジェームス・パチョレックの代走として途中出場。3-3の同点で迎えた延長15回裏二死一・二塁で、前打者のトーマス・オマリーが敬遠四球で出塁したことを受けて、二死満塁で打席に臨んだ。この打席で1ボール2ストライクから岡林洋一が投じたボールにハーフスイングで対応したが、空振りという判定で三振に倒れたため、当時のNPBの試合規定によって引き分けで終了。試合時間は6時間26分で、NPB公式戦の歴代最長記録を達成した。
1994年以降は、一軍公式戦への出場機会がなかった。
1995年10月6日に球団から戦力外通告を受けたことを機に、同年11月15日付で現役を引退した。

### 現役引退後
1996年に一軍の外野守備走塁コーチへ就任して以降は、打撃コーチや内野守備走塁コーチ、一軍担当と二軍担当（2003年はスコアラー、2004年は三軍リハビリ担当）などと度々役職は変更されながらも阪神一筋で担当し、2013年以降は試合中に相手投手の動作の癖を見抜くのが得意とされて、三塁ベースコーチや一塁ベースコーチを任されることが多かった。
2015年10月15日に球団からコーチ契約を更新しないことを通告された。2016年1月1日からは阪神球団の契約社員扱いでチーム付のスコアラーへ転任。2016年シーズンには、一軍監督へ就任した金本知憲からの要請で、球団史上初の動作解析専任スコアラーとして活動していた。
2017年からは、中日ドラゴンズの担当へ異動している。
2018年シーズンにも、セ・パ交流戦の期間中まで、中日やパシフィック・リーグ加盟球団向けの先乗りスコアラーとして活動していた。しかし、交流戦の開始当初に最終カードとして組まれていた楽天生命パークでの対東北楽天ゴールデンイーグルス3連戦（6月15日 - 17日）に備えて宮城県仙台市宮城野区内に滞在していた6月12日に、宮城県迷惑行為防止条例違反（盗撮）の現行犯で仙台東警察署に逮捕された。山脇自身は逮捕の直後に容疑を否認していたが、翌13日が阪急阪神ホールディングス（阪神球団の持株会社）2018年度定時株主総会の開催日でもあったため、逮捕の一報を受けたばかりの角和夫CEOが総会の冒頭に謝罪。山脇がスコアラーとして楽天生命パークで楽天対中日戦の試合前練習を視察しているはずの時間帯にパーク外（仙台駅付近の家電量販店内）で逮捕されたことから、阪神球団の揚塩健治社長は、スコアラーを管理する体制の強化や山脇に対する厳正な処分を明言した。
仙台地方検察庁は2018年6月14日付で、山脇を仙台簡易裁判所へ略式起訴。同裁判所が山脇に対して罰金50万円の略式命令を出したことから、山脇は同日中に仙台東警察署から釈放された。この処分を受けて、阪神球団では翌15日に、山脇とのスコアラー契約を解除した。

## 詳細情報

### 年度別打撃成績
| 年 度      | 球 団      | 試 合 | 打 席 | 打 数 | 得 点 | 安 打 | 二 塁 打 | 三 塁 打 | 本 塁 打 | 塁 打 | 打 点 | 盗 塁 | 盗 塁 死 | 犠 打 | 犠 飛 | 四 球 | 敬 遠 | 死 球 | 三 振 | 併 殺 打 | 打 率 | 出 塁 率 | 長 打 率 | O P S |
| ---------- | ---------- | ----- | ----- | ----- | ----- | ----- | -------- | -------- | -------- | ----- | ----- | ----- | -------- | ----- | ----- | ----- | ----- | ----- | ----- | -------- | ----- | -------- | -------- | ----- |
| 1983       | 阪神       | 2     | 2     | 2     | 0     | 0     | 0        | 0        | 0        | 0     | 0     | 0     | 0        | 0     | 0     | 0     | 0     | 0     | 0     | 0        | .000  | .000     | .000     | .000  |
| 1985       | 阪神       | 12    | 7     | 5     | 1     | 2     | 0        | 0        | 0        | 2     | 0     | 0     | 0        | 2     | 0     | 0     | 0     | 0     | 1     | 0        | .400  | .400     | .400     | .800  |
| 1986       | 阪神       | 61    | 74    | 68    | 7     | 18    | 1        | 1        | 2        | 27    | 10    | 1     | 1        | 5     | 0     | 1     | 0     | 0     | 11    | 1        | .265  | .275     | .397     | .672  |
| 1987       | 阪神       | 7     | 4     | 3     | 2     | 1     | 0        | 0        | 0        | 1     | 0     | 0     | 0        | 1     | 0     | 0     | 0     | 0     | 1     | 1        | .333  | .333     | .333     | .667  |
| 1988       | 阪神       | 11    | 11    | 9     | 0     | 2     | 0        | 0        | 0        | 2     | 1     | 0     | 0        | 1     | 0     | 1     | 0     | 0     | 4     | 0        | .222  | .300     | .222     | .522  |
| 1989       | 阪神       | 70    | 98    | 90    | 13    | 24    | 1        | 2        | 0        | 29    | 4     | 5     | 2        | 3     | 0     | 5     | 1     | 0     | 18    | 1        | .267  | .305     | .322     | .627  |
| 1990       | 阪神       | 88    | 143   | 131   | 19    | 37    | 3        | 0        | 1        | 43    | 10    | 8     | 1        | 3     | 1     | 8     | 0     | 0     | 19    | 5        | .282  | .321     | .328     | .650  |
| 1991       | 阪神       | 62    | 81    | 75    | 12    | 15    | 0        | 0        | 0        | 15    | 5     | 1     | 0        | 5     | 0     | 1     | 0     | 0     | 14    | 1        | .200  | .211     | .200     | .411  |
| 1992       | 阪神       | 19    | 10    | 9     | 2     | 3     | 1        | 0        | 0        | 4     | 0     | 0     | 0        | 1     | 0     | 0     | 0     | 0     | 3     | 0        | .333  | .333     | .444     | .778  |
| 1993       | 阪神       | 24    | 36    | 33    | 3     | 8     | 1        | 0        | 0        | 9     | 3     | 0     | 2        | 3     | 0     | 0     | 0     | 0     | 7     | 2        | .242  | .242     | .273     | .515  |
| 通算：10年 | 通算：10年 | 356   | 466   | 425   | 59    | 110   | 7        | 3        | 3        | 132   | 33    | 15    | 6        | 24    | 1     | 16    | 1     | 0     | 78    | 11       | .259  | .285     | .311     | .596  |

### 記録
- 初出場：1983年10月20日、対横浜大洋ホエールズ26回戦（横浜スタジアム）、7回表に岡田彰布の代走として出場
- 初安打：1985年5月11日、対ヤクルトスワローズ4回戦（明治神宮野球場）、5回表に池田親興の代打として出場、大川章から単打
- 初先発出場：1986年4月18日、対中日ドラゴンズ1回戦（ナゴヤ球場）、「8番・遊撃手」として先発出場
- 初打点：1986年4月20日、対中日ドラゴンズ3回戦（ナゴヤ球場）、6回表に郭源治から適時打
- 初本塁打：1986年4月26日、対中日ドラゴンズ5回戦（阪神甲子園球場）、5回裏に曽田康二から満塁本塁打

### 背番号
- 64（1981年 - 1987年）
- 36（1988年 - 1990年）
- 4（1991年 - 1995年）
- 78（1996年 - 2001年）
- 71（2002年）
- 89（2005年 - 2015年）